# Seefeld (Werneuchen)
Seefeld ist ein Ortsteil der brandenburgischen Stadt Werneuchen, im nordöstlichen Umland Berlins.

## Geographie
Der Ort liegt geografisch etwa in der Mitte einer eiszeitlich gebildeten Hochfläche, dem Barnim, der dem Landkreis seinen Namen gab und als Naturraum von Eberswalde bis in den Nordosten Berlins reicht.
Im Norden Seefelds besteht mit dem Löhmer Haussee eine natürliche Grenze zum Ort Löhme, der am nördlichen Seeufer gegenüber liegt. Im Süden Seefelds schließt sich die Siedlung Krummensee an.
Alle drei ehemaligen Dörfer gehören seit 2003 als Ortsteile kommunal-politisch zur Stadt Werneuchen, die vor der Eingemeindung der östliche Nachbar Seefelds war. Nach Westen führen die Verkehrsadern durch den Nachbarort Blumberg, einen Ortsteil von Ahrensfelde.

## Geschichte
Die Geschichte der beiden Angerdörfer Seefeld und Löhme begann im Spätmittelalter. In Urkunden wird Seefeld erstmals im Jahr 1375 als Sefeld, Seveld, Sevelt und auch als Sefelt bezeichnet.

## Verkehr
Verkehrstechnisch liegt der Ort im Landkreis Barnim an der Bundesstraße 158 von Berlin nach Bad Freienwalde. Auch die fast parallel verlaufende Eisenbahnstrecke von Berlin nach Werneuchen (ehemals Wriezener Bahn) hat seit dem Jahr 1898 in Seefeld (Mark) einen Haltepunkt. Im Verkehrsverbund Berlin-Brandenburg liegt dieser Regionalbahnhof noch im Umland-Tarifbereich Berlins. In südlicher Richtung führt die Landesstraße 30 durch den Ort Krummensee. Die eingleisige Bahnstrecke teilt Seefeld in den ursprünglich mittelalterlichen Kern mit Kirche im Norden und eine Plattenbausiedlung mit Museum und Gewerbegebiet im Süden.

## Sehenswürdigkeiten

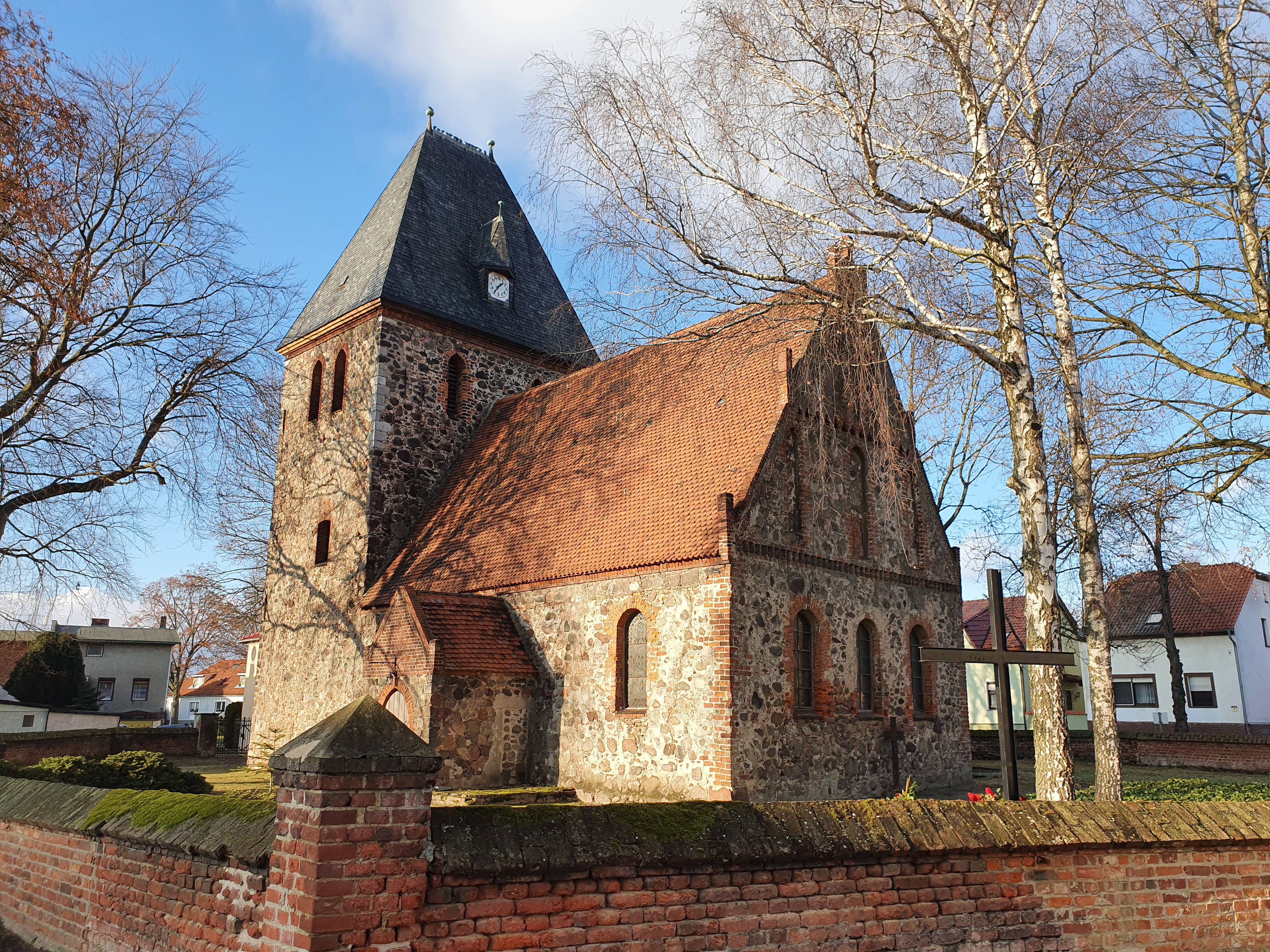
Dorfkirche Seefeld

- Dorfkirche Seefeld im historischen Kern
- Radiomuseum Berlin in Brandenburg[3]